# Krigsvetenskap
Krigsvetenskap är vetenskapen om krig och krigföring och annan konflikthantering där militära resurser utnyttjas.
I ämnet ingår krigshistoria, krigskonst, militära operationer, militär logistik och militärteori liksom vapenlära och befästningskonst.
Krigsvetenskap är i Sverige ett av ämnena vid Försvarshögskolan.